# 引田有美
引田有美（原名稻葉有美，1965年6月2日—）是日本女性配音演员，所属事务所是ARTSVISION。前艺名是小樱有美。

## 声演作品
（粗体表示者为作品中的主角或配角）

### 动画
- 恐龙冒险记（マニュア）
- 中华小当家（刘嘉灵）
- 名侦探柯南（瞳、田中幸子、中村洋子、保波倫子、播报员、电视台记者、里山月子、真岡雅子、廉野敬实）
- 傀儡师左近（白石惠子）
- 火影忍者（加代）
- 黑魔女学园（暗御留燃阿）

### 剧场版
- 名侦探柯南 银翼的魔术师（進藤玲子）
- 名侦探柯南 侦探们的镇魂歌（园内广播）